# ウップス!...アイ・ディド・イット・アゲイン (曲)
「ウップス!...アイ・ディド・イット・アゲイン」（Oops!... I Did It Again）は、アメリカ合衆国の歌手のブリトニー・スピアーズの楽曲。この楽曲は、彼女の2枚目の同名のスタジオ・アルバム『ウップス!...アイ・ディド・イット・アゲイン』に収録され、アルバムから最初のシングルとして2000年3月27日にリリースされた。2001年の第43回グラミー賞で最優秀女性ポップ・ ヴォーカルにノミネートされた。各国の週間シングルチャートでは全英シングルチャートを始め、オーストラリア、オランダ、ベルギー、イタリアなど多くの国で1位を記録した。Billboard Hot 100では最高位9位を記録。

## ミュージック・ビデオ
火星を舞台に赤いキャットスーツのコスチュームを着用したブリトニーが印象的なナイジェル・ディック監督によるミュージック・ビデオはユニバーサル・シティで2000年3月17日・18日の2日間にかけて撮影された、振付はティナ・ランドン。
撮影中、ブリトニーは落ちてきたカメラに頭をぶつけ流血する騒動があった。ブリトニーは4針縫って4時間休んでから撮影に復帰した。
MTV Video Music Awardsでは4部門にノミネートされている。

## チャート
| チャート (2000)                              | 最高 順位 |
| -------------------------------------------- | --------- |
| オーストラリア (ARIA)                        | 1         |
| オーストリア (Ö3 Austria Top 40)             | 2         |
| ベルギー (Ultratop 50 Flanders)              | 3         |
| ベルギー (Ultratop 50 Wallonia)              | 1         |
| カナダ トップシングルス (RPM)                | 1         |
| カナダ アダルト・コンテンポラリー (RPM)      | 15        |
| チリ (EFE)                                   | 6         |
| クロアチア向けエアプレイ (HRT)               | 1         |
| チェコ (ラディオ・トップ100オフィツィアルニ) | 2         |
| デンマーク (IFPI)                            | 1         |
| エルサルバドル (EFE)                         | 10        |
| ヨーロッパ (Music & Media)                   | 1         |
| European Radio Top 50 (Music & Media)        | 1         |
| フィンランド (Suomen virallinen lista)       | 2         |
| フランス (SNEP)                              | 4         |
| ドイツ (GfK Entertainment charts)            | 2         |
| ギリシャ (IFPI)                              | 4         |
| グアテマラ (EFE)                             | 1         |
| ハンガリー (マハーズ)                        | 1         |
| ハンガリー向けエアプレイ (Music & Media)     | 1         |
| アイスランド (Félag hljómplötuframleiðenda)  | 1         |
| アイルランド (IRMA)                          | 2         |
| イタリア (FIMI)                              | 1         |
| イタリア向けエアプレイ (Music & Media)       | 4         |
| 日本 (オリコン)                              | 67        |
| オランダ (Dutch Top 40)                      | 1         |
| オランダ (Single Top 100)                    | 1         |
| ニュージーランド (Recorded Music NZ)         | 1         |
| ノルウェー (VG-lista)                        | 1         |
| ポーランド (ZPAV)                            | 1         |
| ポルトガル (AFP)                             | 5         |
| ルーマニア (Romanian Top 100)                | 1         |
| スカンジナビア向けエアプレイ (Music & Media) | 1         |
| スコットランド (Official Charts Company)     | 1         |
| シンガポール (SPVA)                          | 1         |
| スペイン (PROMUSICAE)                        | 1         |
| スウェーデン (Sverigetopplistan)             | 1         |
| スイス (Schweizer Hitparade)                 | 1         |
| UK シングルス (OCC)                          | 1         |
| UK インディ (OCC)                            | 1         |
| ウルグアイ (EFE)                             | 10        |
| US Billboard Hot 100                         | 9         |
| US Adult Top 40 (Billboard)                  | 27        |
| US Pop Airplay (Billboard)                   | 1         |
| US Rhythmic (Billboard)                      | 8         |
| US CHR/Pop (Radio & Records)                 | 1         |
| US CHR/Rhythmic (Radio & Records)            | 8         |
| US Hot AC (Radio & Records)                  | 24        |

| チャート (2000)                         | 順位 |
| --------------------------------------- | ---- |
| オーストラリア (ARIA)                   | 35   |
| オーストリア (Ö3 Austria Top 40)        | 12   |
| ベルギー (Ultratop 50 Flanders)         | 11   |
| ベルギー (Ultratop 50 Wallonia)         | 16   |
| ブラジル (Crowley Broadcast Analysis)   | 44   |
| デンマーク (Tracklisten)                | 11   |
| ヨーロッパ (Music & Media)              | 7    |
| ヨーロッパ向けラジオ (Music & Media)    | 6    |
| フランス (SNEP)                         | 31   |
| ドイツ (Media Control)                  | 15   |
| アイスランド (Íslenski Listinn Topp 40) | 18   |
| アイルランド (IRMA)                     | 9    |
| オランダ (Dutch Top 40)                 | 18   |
| オランダ (Single Top 100)               | 16   |
| ニュージーランド (RIANZ)                | 23   |
| ルーマニア (Romanian Top 100)           | 3    |
| スウェーデン (Hitlistan)                | 3    |
| スイス (Schweizer Hitparade)            | 7    |
| 台湾 (Hito Radio)                       | 25   |
| イギリス (OCC)                          | 15   |
| US Billboard Hot 100                    | 55   |
| US Adult Top 40 (Billboard)             | 89   |
| US Mainstream Top 40 (Billboard)        | 26   |
| US Rhythmic Top 40 (Billboard)          | 39   |

| チャート (2000-2009)      | 順位 |
| ------------------------- | ---- |
| オランダ (Single Top 100) | 84   |

## メディアでの使用
「ウップス!...アイ・ディド・イット・アゲイン」はテレビ番組や映画などでもよく使用され、『ふたりは友達? ウィル&グレイス』のサウンドトラックにも収録されている。
更に『Dance Dance Revolution』や『Just Dance』といったダンスゲームにも収録されている。
2020年代に入っても2025年の映画『M3GAN ミーガン 2.0』の予告編に使用されたりしている。

## カヴァー
- チルドレン・オブ・ボドム - シングル「イン・ユア・フェイス」（2005年）に収録[80]。また、アルバム『アー・ユー・デッド・イェット?』（2005年）の日本盤にもボーナス・トラックとして収録された。
- ゼブラヘッド - カヴァー・アルバム『パンティー・レイド』（2009年）に収録[81]。